# Nottenbach (Erms)
Der Nottenbach ist ein ein Kilometer langer, linker Seitenbach des Neckar-Zuflusses Erms in Bad Urach im Landkreis Reutlingen in Baden-Württemberg.

## Geographie
Der Nottenbach entspringt auf etwa 690 m ü. NHN im kurzen, klingenartigen, ostwärts laufenden Nottental südlich-unterhalb der Serpentinen der Hannersteige, über welche die K 6708  von der Hochfläche der Alb nahe Bleichstetten zum südlichen Siedlungsrand Urachs im Ermstal absteigt. Schon nach 300 Metern erreicht er die Flurgrenze und wenig später gegenüber einem Fabrikbau den linken Rand der Erms-Aue, wo er mit einem hier gut einen halben Kilometer langen linken Nebenzweig der Erms zusammenläuft, der vorher noch aus Talquellen Zufluss erfahren hat. Hier biegt der Bach nach links in die Richtung des Flusstals und mündet etwa 300 m später von links und auf etwa 475 m ü. NHN in die Erms.

## Umbettung
Wegen einer Erweiterung des Pumpenherstellers Uraca soll er im Jahr 2012 um 100 m verlegt werden. Außerdem wird er renaturiert.

### LUBW
Amtliche Online-Gewässerkarte mit passendem Ausschnitt und den hier benutzten Layern: Lauf und Einzugsgebiet des Nottenbachs

Allgemeiner Einstieg ohne Voreinstellungen und Layer: Daten- und Kartendienst der Landesanstalt für Umwelt Baden-Württemberg (LUBW) (Hinweise)
1. 1 2  Höhe nach dem Höhenlinienbild auf dem Hintergrundlayer Topographische Karte.
2. ↑  Länge nach dem Layer Gewässernetz (AWGN).
3. ↑  Einzugsgebiet abgemessen auf dem Hintergrundlayer Topographische Karte.

### Andere Belege
1. ↑  Peter Kiedaisch: Uraca stemmt Millioneninvestition (Memento vom 10. August 2011 im Internet Archive) in: Südwest Presse vom 28. Juli 2011
2. ↑  Franz Pfluger: Uraca - Industriepumpenhersteller baut am Standort neues Verwaltungs- und neues Montagegebäude: Großinvestition für neues Wachstum  in: Reutlinger Generalanzeiger vom 25. November 2011
3. ↑  Renaturierung und Verlegung des Nottenbaches (Seite nicht mehr abrufbar, festgestellt im Mai 2019. Suche in Webarchiven)  Info: Der Link wurde automatisch als defekt markiert. Bitte prüfe den Link gemäß Anleitung und entferne dann diesen Hinweis. (PDF; 73 kB)